# Dụng cụ nong trực tràng

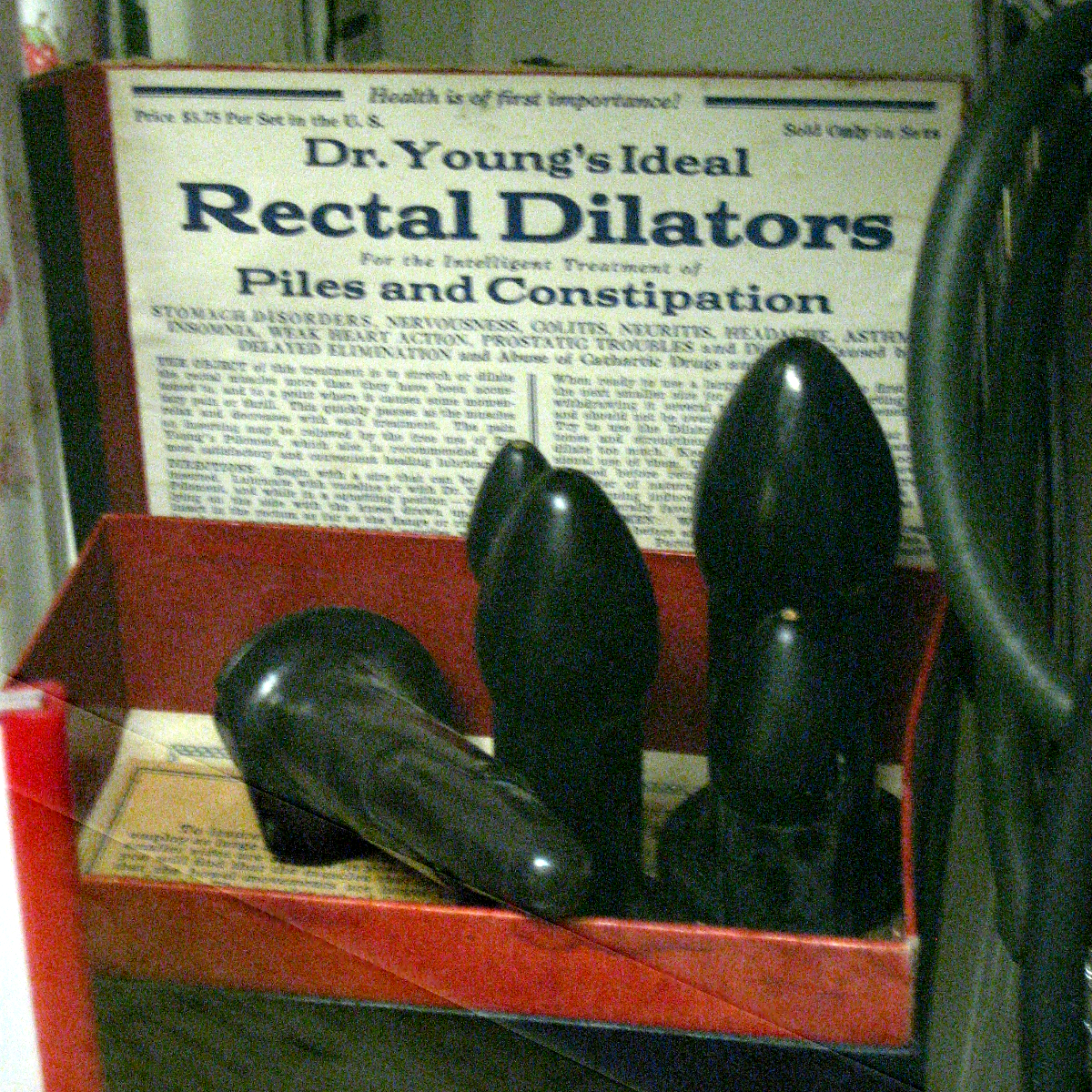
Bộ dụng cụ nong trực tràng cũ được trưng bày tại Bảo tàng Tâm thần Glore.

Dụng cụ nong trực tràng, dụng cụ nong hậu môn là một thiết bị y tế tương tự như mỏ vịt (trong sản khoa) được thiết kế để mở rộng và làm thư giãn cơ thắt hậu môn ngoài và cơ thắt hậu môn trong và trực tràng nhằm tạo điều kiện thuận lợi cho khám trực tràng hoặc làm thuyên giảm táo bón.
Dụng cụ nong trực tràng cũng được dùng làm đồ chơi tình dục.